# الحسن بن علي بن داود
الناصر لدين اللّه الحسن بن علي بن داود (توفي 1615) كان إمام الدولة الزيدية في اليمن (1579 - 1585)، وخاض حروبه مع العثمانيون، الذين دخلوا اليمن وسيطروا عليها، أسره العثمانيون وسجن في اليمن سنة ثم أُرسل إلى الآستانة وبقي مسجوناً إلي أن توفي.
| سبقه إيالة اليمن الإمام المطهر بن يحيى شرف الدين | أئمة اليمن (1579 - 1585) | تبعه إيالة اليمن الإمام القاسم بن محمد بن القاسم |